# Weststadt (Hildesheim)
Die Weststadt ist ein Stadtviertel in Hildesheim. Es befindet sich westlich der Stadtmitte im Stadtteil Moritzberg.

## Lage

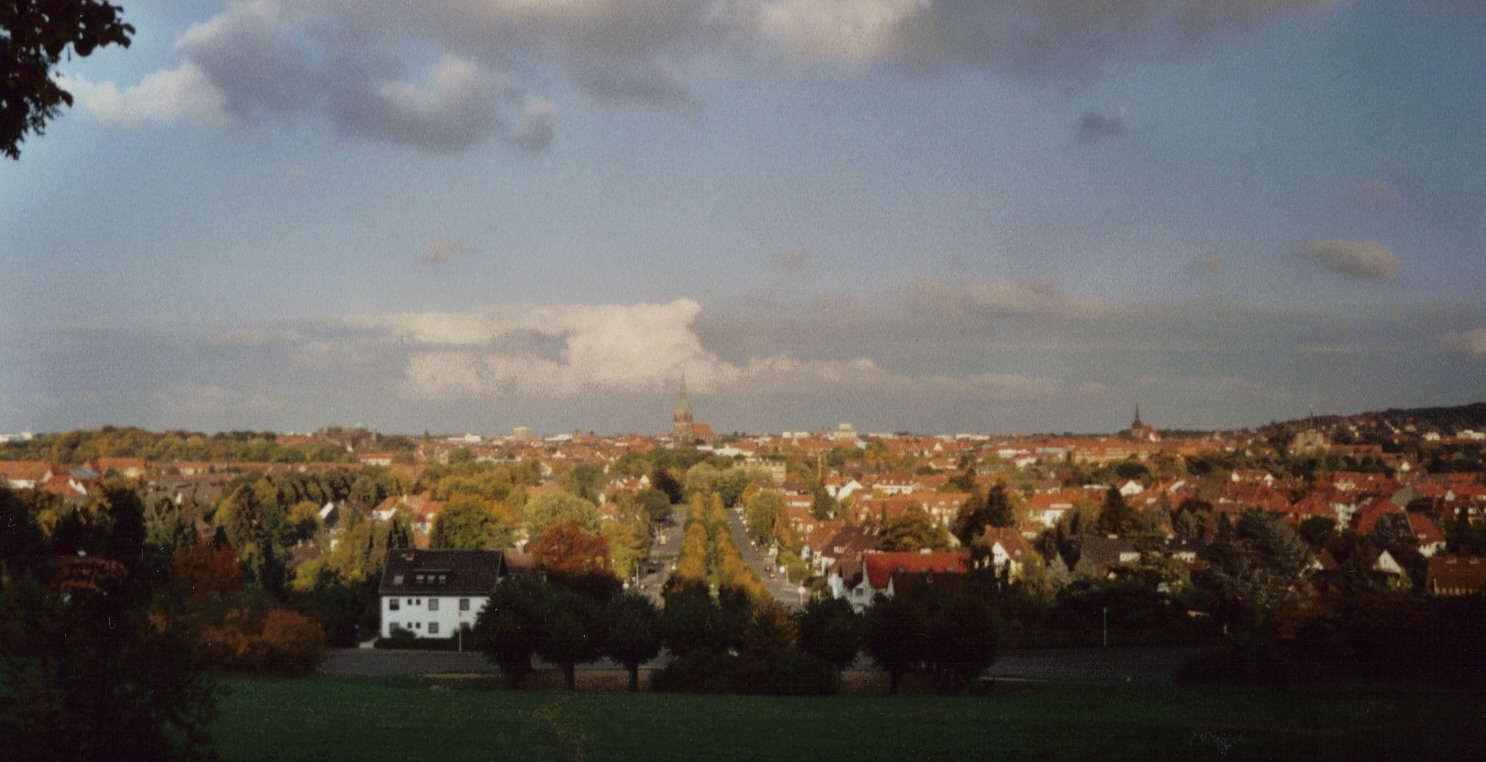
Blick vom Berghölzchen auf die Weststadt. In der Mitte die Mittelallee.

Die Weststadt wird im Norden und Osten von der Innerste, der Innersteaue und dem Eselsgraben von der Stadtmitte Hildesheims getrennt. Im Süden schließt sich südlich einer Dauerkleingartenanlage der Stadtteil Ochtersum an, während nach Westen hin der bewaldete Steinberg sowie der Katzberg mit dem Berghölzchen genannten Wald eine natürlich Grenze zum Stadtviertel Godehardikamp sowie zur Siedlung „Waldquelle“ bilden. Vom historischen Stadtteil Moritzberg wird die Weststadt im Nordwesten durch den Kupferstrang und das Berghölzchen getrennt. Die größte Nord-Süd-Ausdehnung der Weststadt – von der Innerste im Norden bis zur Kleingartenanlage südlich des Ahornweges im Süden – beträgt im Verlauf der Bundesstraße 243 etwas über 2 Kilometer. Die größte Ost-West-Ausdehnung – vom östlichen Ende der Brehmestraße bis zur Innersteaue – beläuft sich nur auf rund 800 m.

## Geschichte
Im südlichen Teil der Weststadt lag im Mittelalter das Dorf Lucienvörde, das zu einer Wüstung wurde. Auch das Dorf Lotingessem, das sich an der Trillke im südwestlichen Teil der Weststadt ausdehnte, wurde wüst – heute befindet sich an seiner Stelle das Trillkegut. An der Alfelder Straße wurde 1929 ein Kreuzstein gefunden, der vermutlich aus dem Mittelalter stammt. Er wurde 1983 vor dem Friedhof im äußersten Süden der Weststadt aufgestellt. Ebenfalls auf dem Gebiet der heutigen Weststadt lag an der alten Handelsstraße die 1196 gegründete Dammstadt, eine bischöfliche Stadtgründung des Mittelalters, die von den Hildesheimer Bürgern 1332 zerstört wurde.

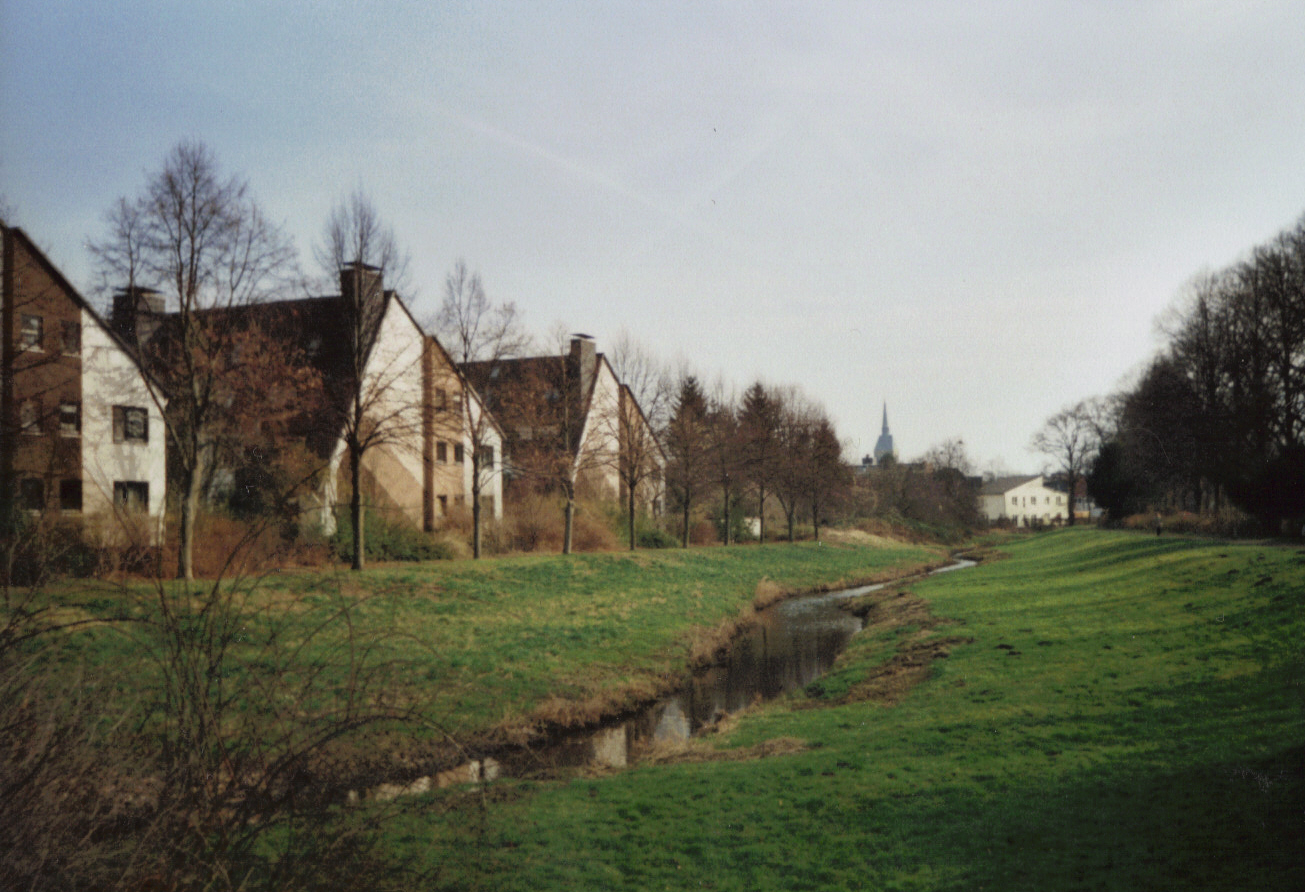
Blänkebach in der Weststadt: Links im Bild das ehem. Gebiet der Dammstadt.

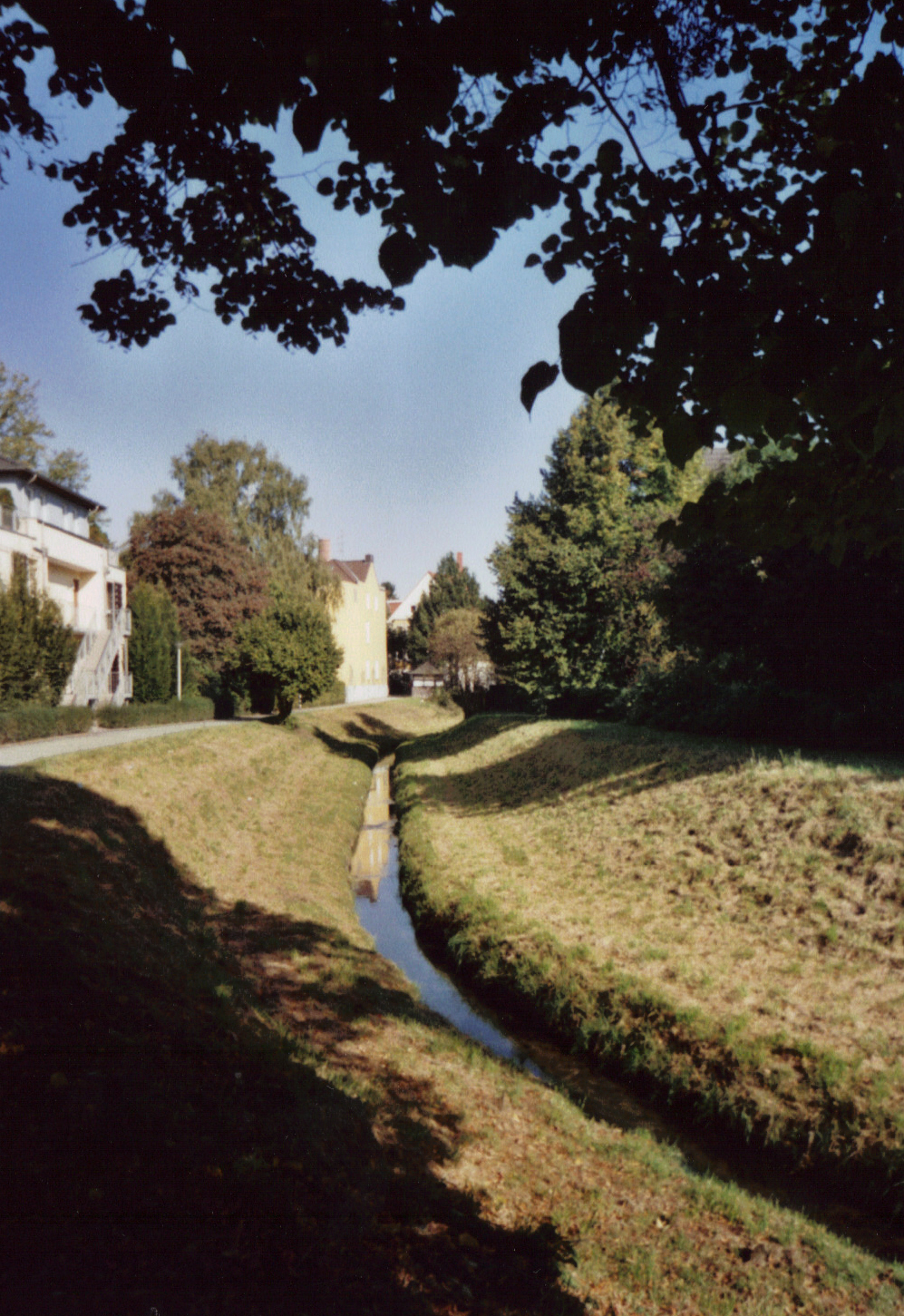
Der Kupferstrang bildete jahrhundertelang eine Grenze: Rechts im Bild das ehemalige Gebiet der Dammstadt, jetzt Weststadt, links das des ehemaligen Bergfleckens Moritzberg

Der Steinberg, der die Weststadt im Westen und Südwesten begrenzt, wurde 1268 erstmals unter dem heutigen Namen genannt. Damals war er allerdings kahl und wurde als Viehweide sowie als Steinbruch genutzt. Aus diesem Steinbruch, der noch heute als tiefe Senke im Unterholz in der Mitte des Steinberges zu erkennen ist, wurden die Steine für den Bau des Hildesheimer Rathauses entnommen. Die Aufforstung des Steinberges erfolgte erst nach 1862.
Nach der Zerstörung der Dammstadt blieb das Gebiet der heutigen Weststadt jahrhundertelang unbebaut und unbesiedelt. Durch ihren nördlichen Teil führte im Bereich der feuchten Innersteniederung nach wie vor die alte Handelsstraße, die bereits 1582 und danach erneut 1659 als gepflasterter "Steinweg" erwähnt wurde. Unter dem Namen "Bergsteinweg" wurde sie 1673 zum ersten Mal genannt. Auf einer Landkarte von 1769 von Georg Wilhelm Wiehen ist die heutige Alfelder Straße als "Weg nach Alfeld" vermerkt, zwischen ihm und dem Bergsteinweg sind Gärten eingezeichnet.
Die Lage änderte sich erst, nachdem das Dammtor der Hildesheimer Stadtummauerung 1818 abgetragen und die Bastion davor 1872 eingeebnet worden war. Im Zuge der Bevölkerungszunahme während der Gründerzeit benötigte die Stadt Hildesheim neues Bauland, und das teilweise ebene Terrain westlich der Stadt bot sich für eine Stadterweiterung gerade zu an. Als erstes wurde etwa ab 1860 das Gebiet auf beiden Seiten des Bergsteinweges bebaut. Alfelder Straße und Schützenwiese erhielten als Straßen am 10. Oktober 1865 offiziell ihre heutigen Namen. Als eines der ersten Bauwerke entstand 1865–67 an der Ecke Dammstraße/Alfelder Straße ein repräsentativer Neubau der 1859 gegründeten "Höheren Gewerkeschule der Stadt Hildesheim".
Am 30. Januar 1867 wurde eine Pferdebahnlinie vom Hildesheimer Bahnhof, der sich damals noch an der Kaiserstraße befand, zum Bergflecken Moritzberg eingeweiht. Sie hatte ihre Endstation am Ortseingang des Moritzberges und verkehrte einmal pro Stunde über die Dammstraße und den Bergsteinweg. Ab dem 7. August 1905 fuhr sie elektrifiziert als Linie 1 der Städtischen Straßenbahn Hildesheim. Die Straßenbahnverbindung bestand bis zum 22. März 1945, als die Straßenbahn infolge der Zerstörungen durch Bombenangriffe endgültig eingestellt wurde. Danach wurden die Straßenbahnen durch Busse ersetzt.
Die Steinbergstraße, heute eine der Hauptverkehrsadern der Weststadt, wurde 1523 erstmals schriftlich erwähnt, sie hieß bis 1901 "Tiefe Straße", bedingt durch die Lage im Tal des Trillkebachs. Der Trillkebach wurde 1866 in den Bereich der heutigen Küchenthalstraße verlegt und an der Ecke zur Steinbergstraße überbrückt.
Eines der ältesten noch vorhandenen Gebäude der Weststadt ist das Haus Steinbergstraße 96, an dem eine Tafel 1885 als Jahr der Fertigstellung angibt. Das Haus war bis 1989 ein Bauernhof und beherbergte anfangs zusätzlich ein Einzelhandelsgeschäft.
Die Weststadt entwickelte sich zu einem gehobenen Wohnviertel. Sie wuchs vom Bergsteinweg ausgehend zuerst nach Norden. Hier wurden die Nikolaistraße, die ihren Namen 1878 nach der dem hl. Nikolaus geweihten Kirche der ehemaligen Dammstadt erhielt, und die Michelsenstraße angelegt, letztere kam 1907 zu ihrem Namen. Da in der Weststadt mehr freier Raum zur Verfügung stand als in der eng bebauten Hildesheimer Innenstadt, wurden hier mehrere repräsentative Bauwerke errichtet, für die im Stadtkern kein Platz war. Die Michelsenschule wurde 1878 an der Schützenallee gebaut. Mit dem Bau der landwirtschaftlichen Ausstellungshalle an der um 1915 angelegten Pappelallee erhielt die Weststadt 1911 ein weiteres repräsentatives Bauwerk.
In den 1920er Jahren dehnte sich die Weststadt erheblich nach Süden aus. An der Gerlandstraße und Brehmestraße entstanden Ein- und Mehrfamilienhäuser in aufgelockerter Bauweise. Der Beamtenwohnungsverein baute gegen 1925 eine repräsentative, hufeisenförmige Wohnanlage aus mehrgeschossigen Mietshäusern an der Alfelder Straße. Am Ulmenweg errichtete eine 1926 gegründete Aufbaugenossenschaft um 1927 Einfamilienreihenhäuser.
Im Zweiten Weltkrieg fielen am 26. November 1944 mittags zum ersten Mal Bomben auf die Weststadt. Sie trafen ein unbebautes Gelände an der Ecke Hachmeisterstraße/Göttingstraße, den Ostabhang des Steinberges und die Matthiaswiese, hier wurde ein Haus zerstört (Matthiaswiese 1). Am 22. März 1945 wurden die Ausstellungshalle an der Pappelallee, das Gebäude der "Höheren Gewerkeschule der Stadt Hildesheim" sowie zahlreiche Häuser am Bergsteinweg, in der Dinklar-, Bleicher- und Dammstraße und an der Schützenwiese durch Spreng- und Brandbomben zerstört. Die Michelsenschule wurde stark beschädigt und nach dem Krieg wieder aufgebaut. Ein Vorratsgebäude des Trillkegutes brannte aus. In der Bleckenstedter, Nikolai- und Michelsenstraße entstanden starke Schäden, doch es blieben hier auch Häuser erhalten. Wegen der aufgelockerten Bauweise kam es jedoch in den meisten Straßen der Weststadt nicht zu flächenhaften Zerstörungen. An vielen Stellen – z. B. in der Steinbergstraße – konnten die entstandenen Brände wieder gelöscht werden, so dass der Schaden gering blieb.
In der Weststadt lebten am 31. Dezember 2005 auf einer Fläche von rund 579 ha 15.562 Menschen. 2011 wurde die Weststadt mit dem Stadtteil Moritzberg vereinigt.

## Architektur

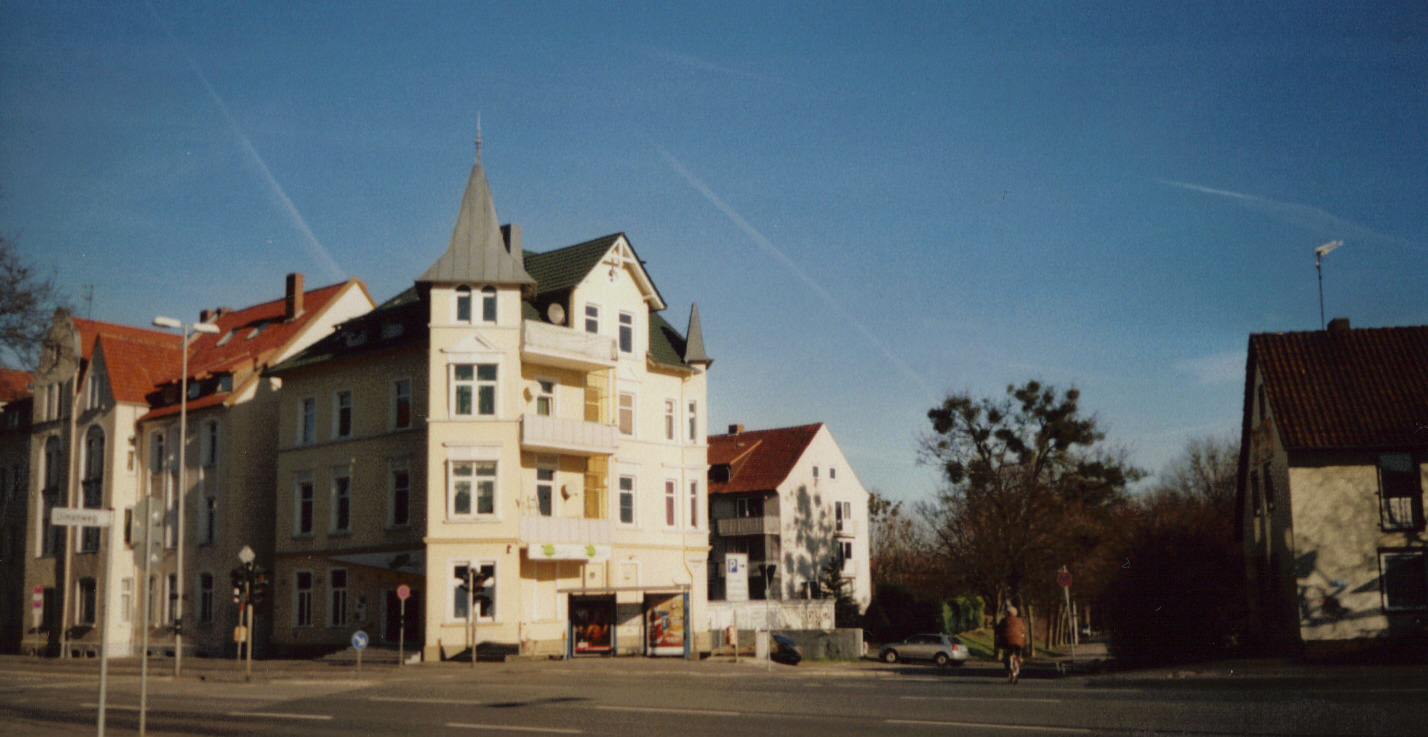
Gründerzeitfassaden in der Alfelder Straße, ungefähr in diesem Bereich lag im Mittelalter das Dorf Lucienvörde.

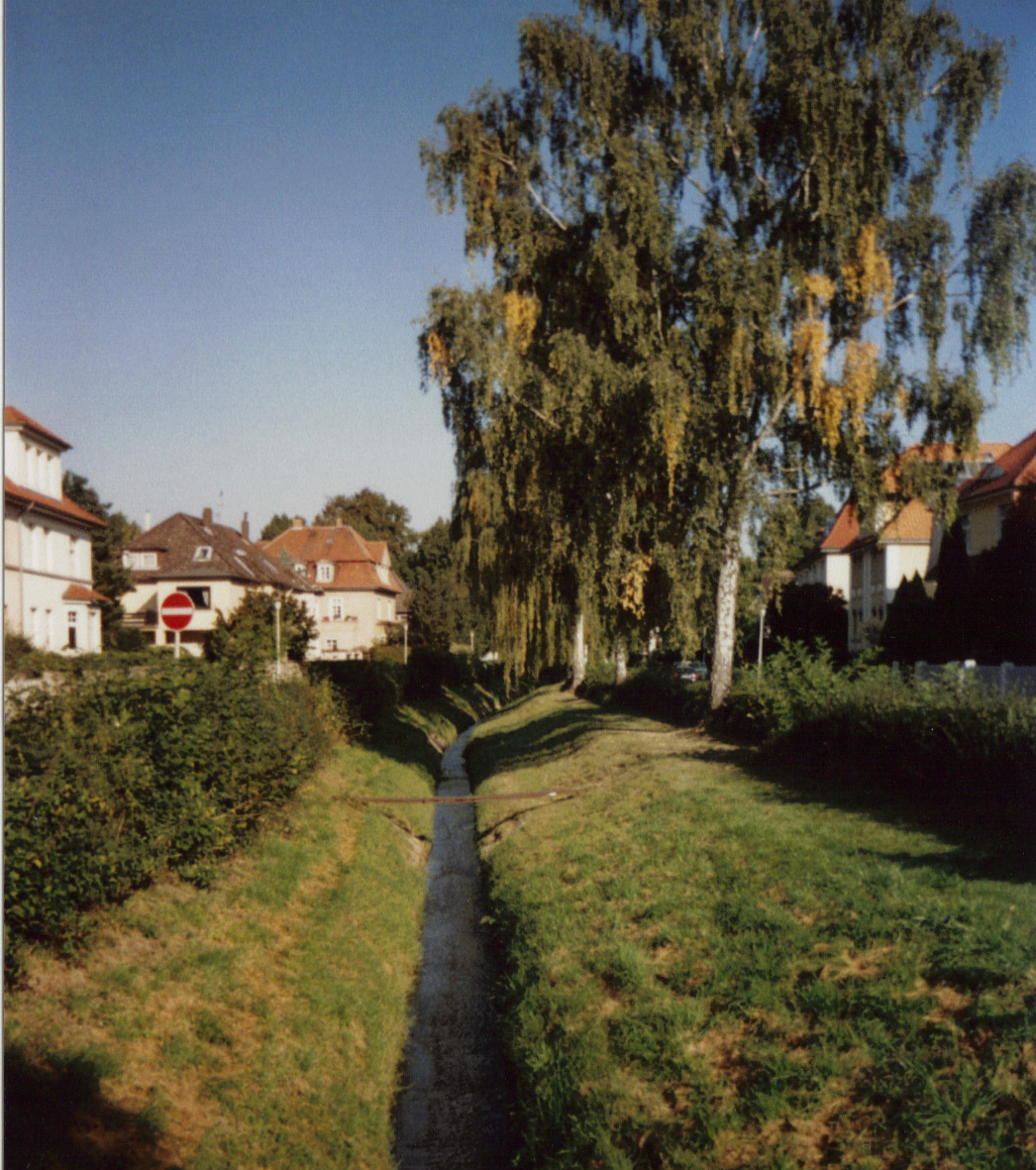
Küchenthalstraße mit Trillkebach

Wegen der Lage an den Hängen des bewaldeten Katzberges und Steinberges sowie an mehreren Gewässern – Innerste, Trillkebach und Blänkebach – war die Weststadt mit ihrer aufgelockerten Bauweise schon immer ein beliebtes Wohngebiet. Fast genau in ihrer Mitte verläuft die repräsentative Mittelallee mit ihren großen mit Rosen bepflanzten Grünflächen, die in den 1920er Jahren angelegt wurde. Nicht nur in ihr und ihren Querstraßen erheben sich Villen im Stil des Klassizismus aus den 1920er und 1930er Jahren. Einige von ihnen stehen unter Denkmalschutz, z. B. das 1928 errichtete Haus Bergsteinweg 28 A, das als eines der wenigen Häuser dieser Straße den Zweiten Weltkrieg überstand. Eine weitere markante Straße ist die 1910 so benannte Küchenthalstraße mit ihren gut erhaltenen Häusern aus den 1920er Jahren: Auf einer Länge von rund 500 m fließt in ihrer Mitte der Trillkebach.
Im südlichen Teil der Weststadt findet man Ein- und Mehrfamilienhäuser aus den 1920er und 1930er Jahren, während im nördlichen Teil bedingt durch die erheblichen Kriegszerstörungen Zweckbauten und Mehrfamilienhäuser aus den 1950er und 1960er Jahren vorherrschen. An der Alfelder Straße sieht man noch den typischen Baustil der Gründerzeit mit Ziegelbauten, Erkern und verschnörkelten Fassaden.
In der Weststadt wurde nur eine Kirche gebaut – die relativ kleine, evangelische Markuskirche am Ulmenweg mit ihrem 23 m hohen Turm. Sie wurde am 22. März 1964 eingeweiht, dem 19. Jahrestag der schwersten Bombardierung Hildesheims. Dass keine weiteren Kirchen vorhanden sind, könnte darauf zurückzuführen sein, dass es zum Zeitpunkt des Ausbaues der Weststadt in den angrenzenden Stadtteilen bereits Kirchen gab, die gut zu Fuß zu erreichen waren.
Zu den markantesten Gebäuden der Weststadt zählt auch heute noch die Michelsenschule, die nach starker Beschädigung im Zweiten Weltkrieg wieder aufgebaut wurde. Unweit von ihr steht der weithin sichtbare und Ende der 1960er Jahre in Betrieb genommene Neubau des Polizeipräsidiums. Auf dem Gelände der im Krieg zerstörten "Höheren Gewerkeschule der Stadt Hildesheim" an der Ecke Dammstraße/Alfelder Straße wurde am 18. Mai 1955 ein markanter Neubau eingeweiht, der heute von der Fachhochschule genutzt wird und bei vielen Hildesheimern noch unter dem Namen "Tischlerfachschule" oder "Werkkunstschule" bekannt ist. Die frühere Sporthalle an der Pappelallee, 1957 mit Plätzen für 900 Zuschauern erbaut, wurde 2006–2007 zu einem Veranstaltungszentrum mit 2 435 Sitz- und 400 Stehplätzen umgebaut. Am östlichen Ende der Mittelallee erhebt sich seit Mitte der 1960er Jahre der schlichte Zweckbau des Niedersächsischen Landesrechnungshofes, während das weit über Hildesheim hinaus bekannte Kultur- und Veranstaltungszentrum „Vier Linden“ mit seinem historischen Saal am südlichen Ende der Alfelder Straße zu finden ist.

## Infrastruktur

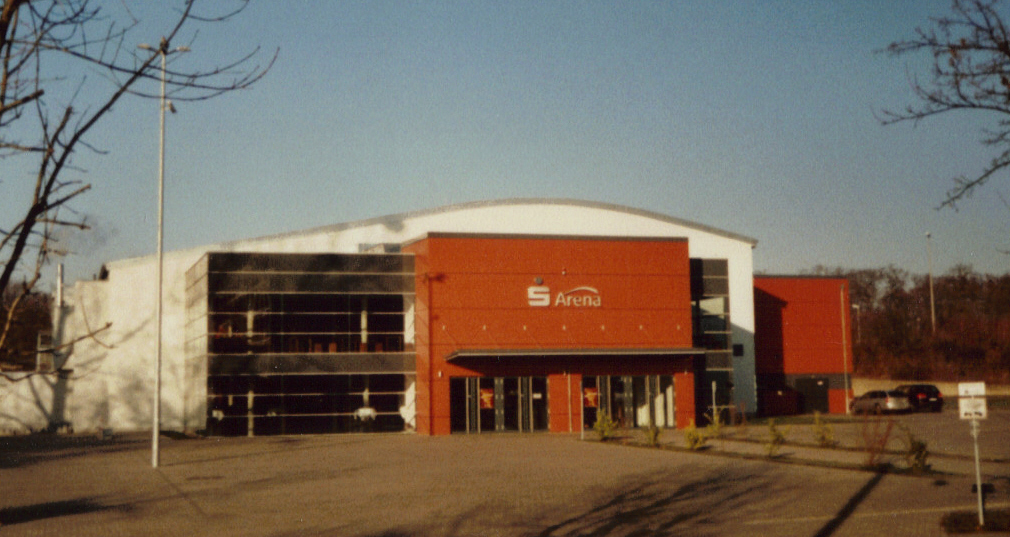
Veranstaltungszentrum an der Pappelallee

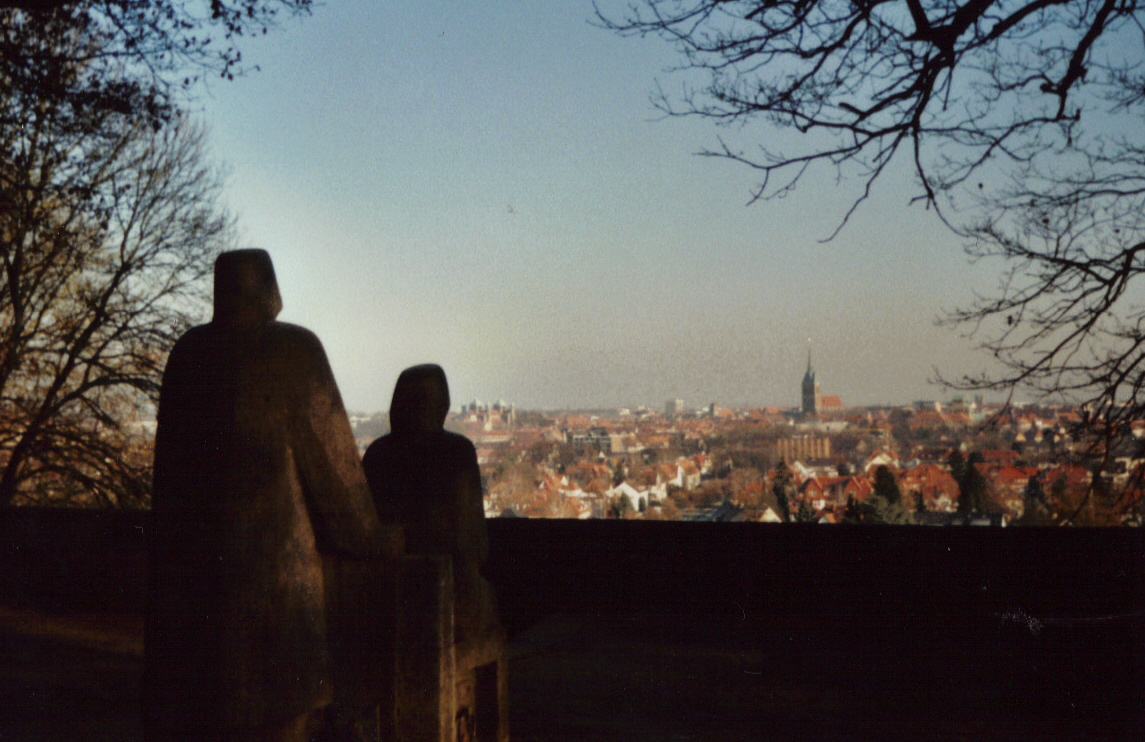
Blick vom Mahnmal über die Weststadt und über Hildesheim

Die Weststadt verfügt über kein historisches Zentrum oder über eine Straße, die Funktion einer "Hauptstraße" erfüllt. Verschiedene Geschäfte, Gaststätten, Büros, Praxen, Handwerks- und Dienstleistungsbetriebe befinden sich verstreut an der Schützenwiese, am Bergsteinweg sowie in der Damm-, Alfelder und der Steinbergstraße. Schulen oder Kindergärten wurden in der Weststadt kaum gegründet, da bereits vorhandene Einrichtungen in benachbarten Stadtteilen gut zu erreichen waren. Wegen der aufgelockerten Bauweise war die Bevölkerungsdichte auch zu keinem Zeitpunkt so hoch wie beispielsweise auf dem Moritzberg, in der Innen- oder Nordstadt.
Verkehrsmäßig ist die Weststadt gut erschlossen: Von Nord nach Süd wird sie von der Bundesstraße 243 durchzogen, während die Bundesstraße 1 im nördlichen Teil der Weststadt von Ost nach West verläuft. Die Kreuzung "Dammtor" ist eine der verkehrsreichsten Kreuzungen ganz Hildesheims. Die Stadtbuslinien 1, 3, 5 und 6 verbinden die Weststadt mit der Innenstadt Hildesheims, dem Hauptbahnhof und sämtlichen anderen Stadtteilen. An den Haltestellen "Dammtor" und "Vier Linden" halten ebenfalls mehrere Buslinien, die von Hildesheim aus Dörfer in der Umgebung anfahren.
Im Bereich der Weststadt befinden sich mehrere Dauerkleingartenanlagen. Am Osthang des Steinberges wurden Tennisplätze angelegt.
Dass die Weststadt ein beliebtes Wohngebiet ist, liegt nicht nur an der relativ zentralen Lage, sondern auch an der Nähe zur Natur: Die Innersteaue ist durch mehrere Wander- und Radwege erschlossen, und auch in den Wäldern auf dem Katz- und Steinberg findet man zahlreiche gut ausgebaute Wanderwege sowie Aussichtspunkte, die einen reizvollen Blick auf die Weststadt und ganz Hildesheim mit seinen vielen verschiedenen Kirchtürmen bieten. Hier ist besonders der Ostrand des Berghölzchens zu nennen, hier wurde 1962 ein von dem Künstler Kurt Schwerdtfeger geschaffenes Mahnmal der Vertriebenen aufgestellt. Auch der "Entenbrunnen" an der Bergholzwiese ist wegen der schönen Aussicht ein beliebtes Ziel von Spaziergängern.

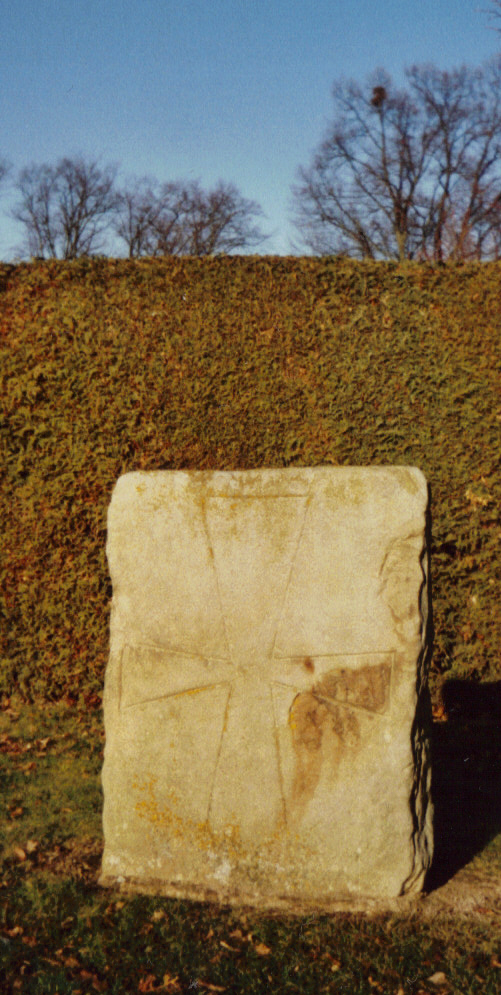
Mittelalterlicher Kreuzstein an der Alfelder Straße
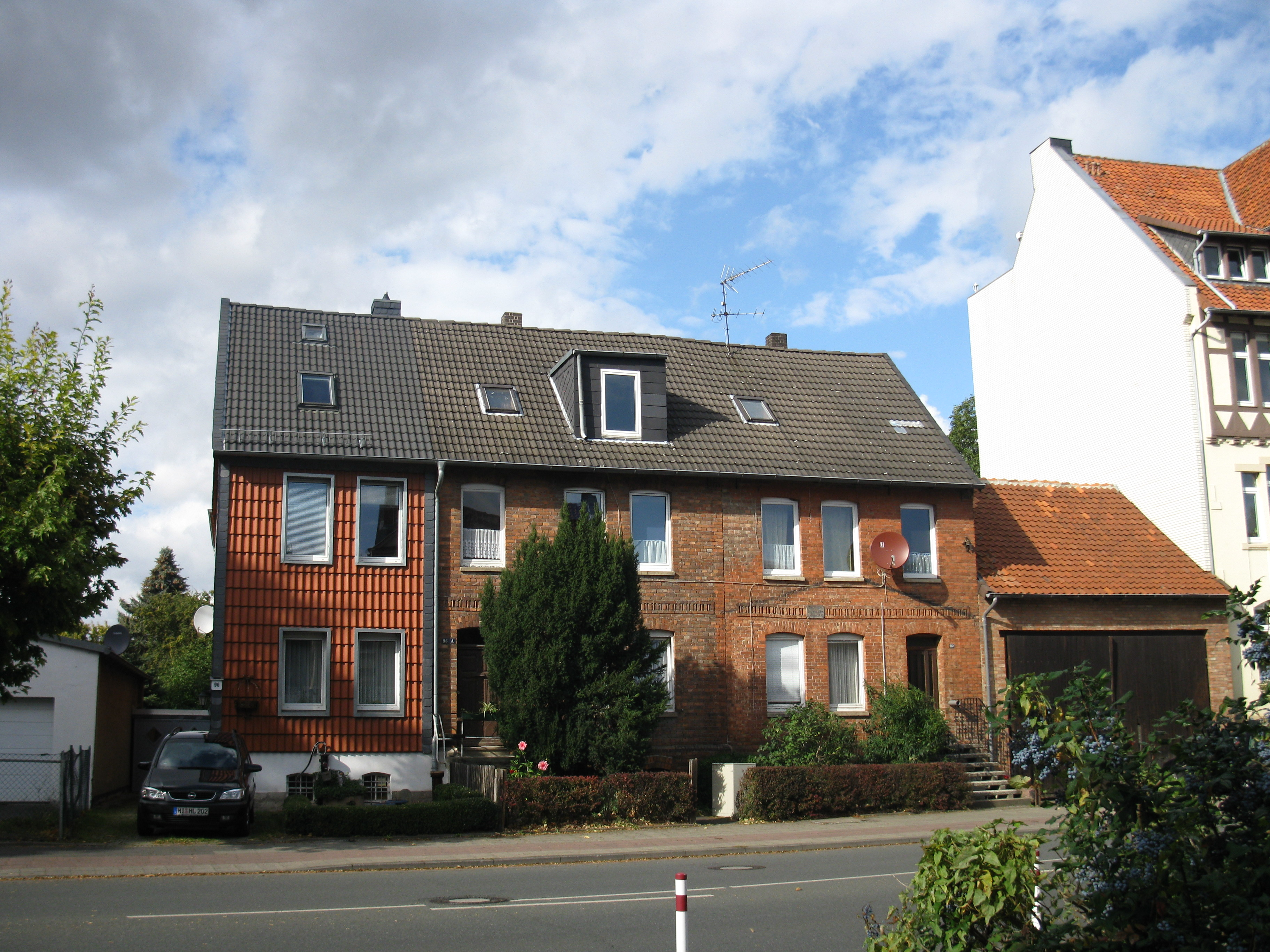
Ehemaliger Bauernhof Steinbergstr. 96
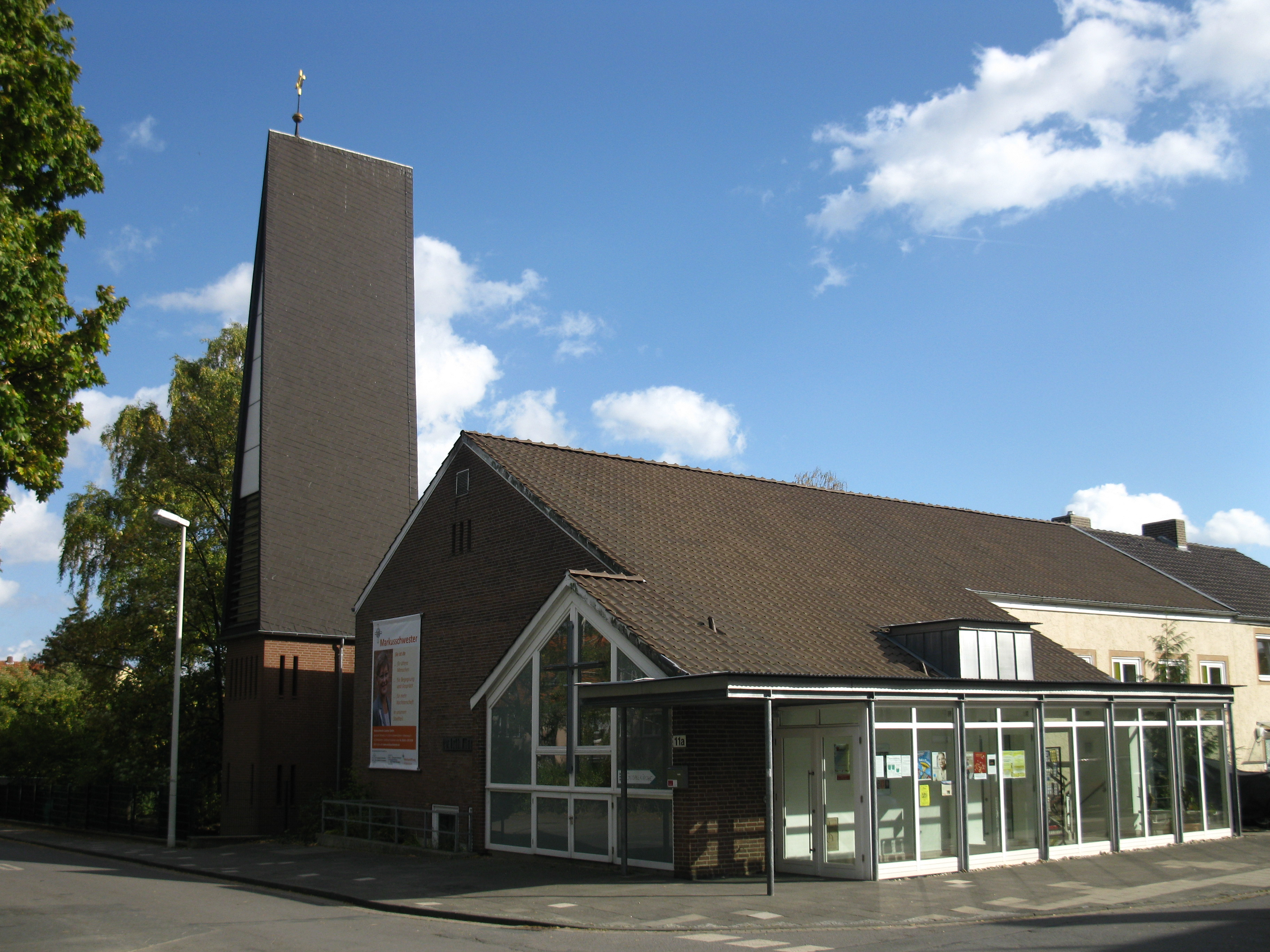
Markuskirche
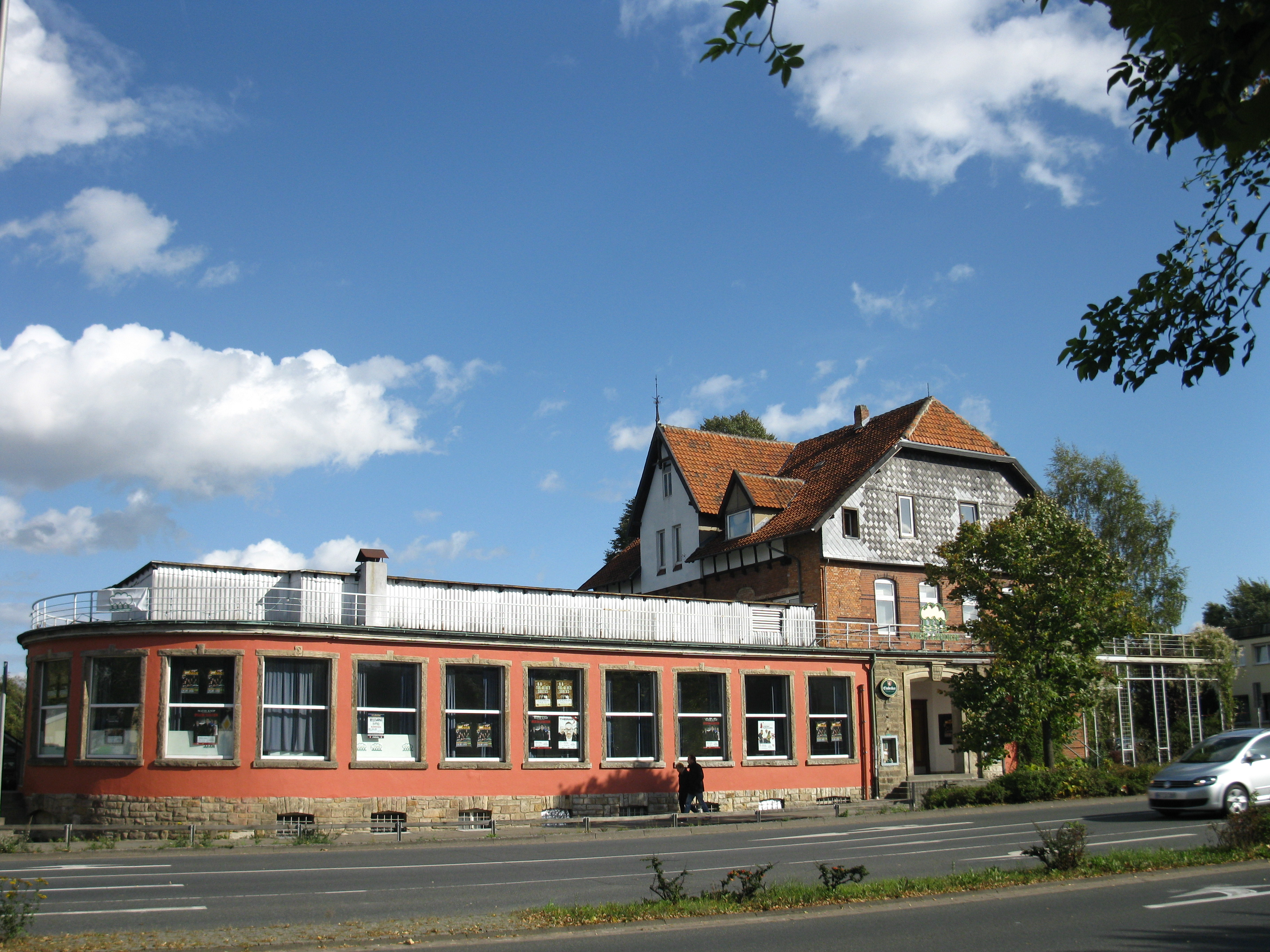
Veranstaltungszentrum Vier Linden
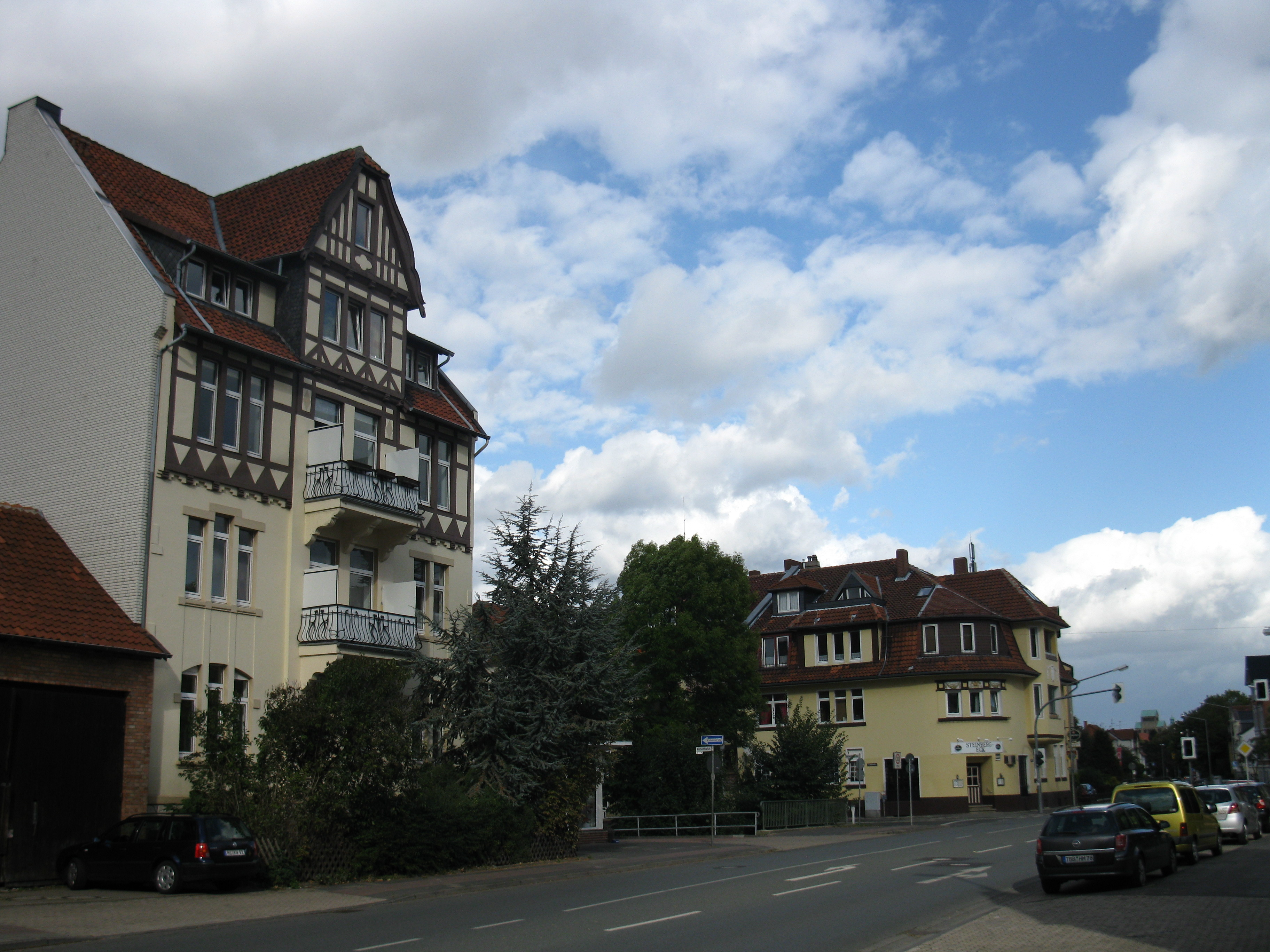
Steinbergstraße
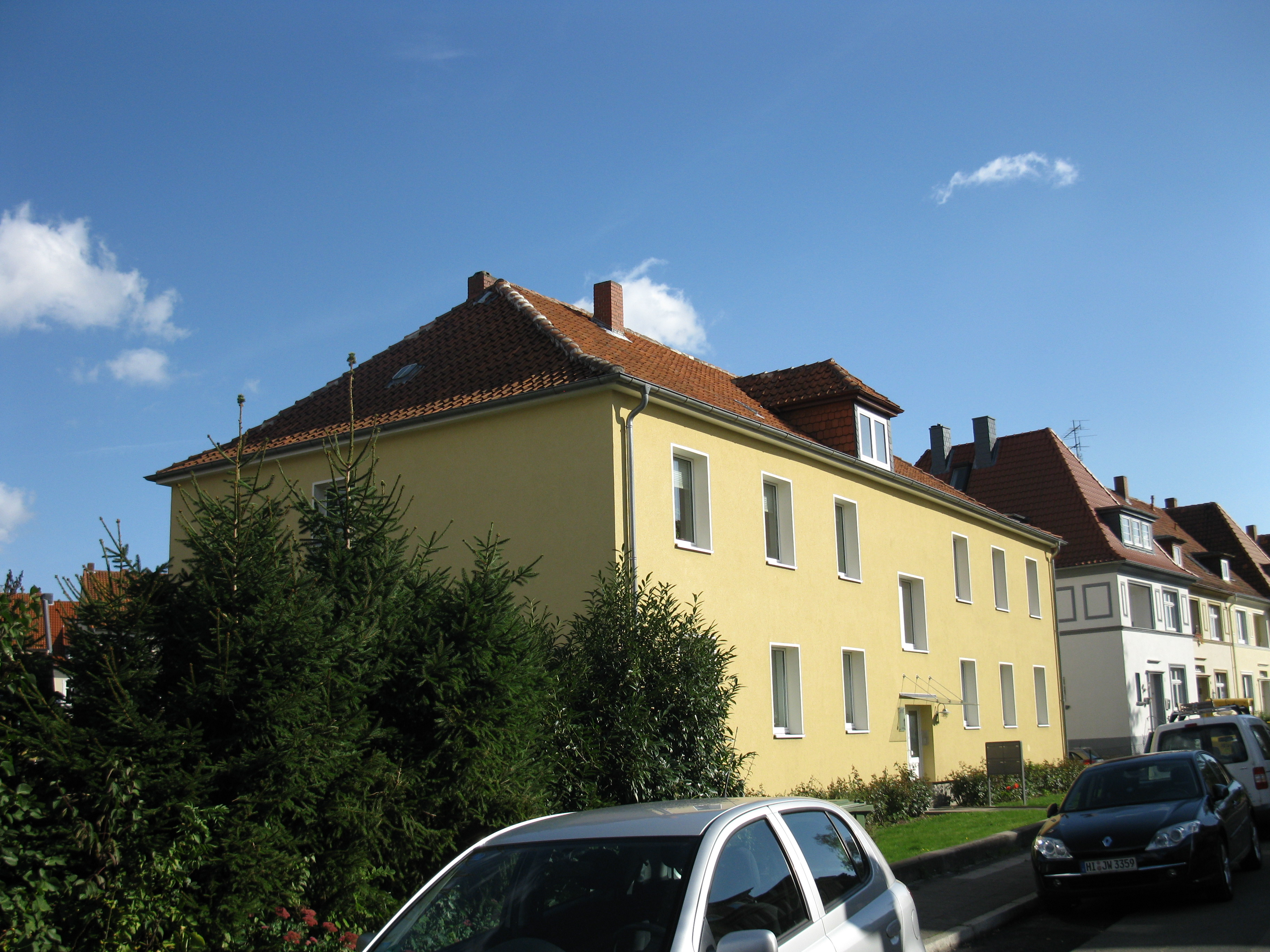
Eines der wenigen kriegszerstörten Häuser: Matthiaswiese 1